# Auguste Vitu
Pour les articles homonymes, voir Vitu (homonymie).
Auguste-Charles-Joseph Vitu, né à Meudon le 7 octobre 1823 et mort à Paris (8e) le 5 août 1891,, est un écrivain et journaliste français.

## Biographie
Fils naturel d'une rentière parisienne, Auguste Vitu commença sa carrière comme ouvrier-typographe avant de devenir journaliste. Il a d'abord fondé en 1867 Le Journal des Finances, qu'il dirigea jusqu'en 1891. Il a ensuite créé le journal L’Étendard dont il eut la chance d’être dépossédé en août 1868, avant le retentissant procès intenté au gérant Jules Pic, et fut le rédacteur en chef du Peuple Français à la demande de Napoléon III, à partir de 1869.
Auguste Vitu est surtout connu pour son ouvrage Paris, images et traditions, plusieurs fois réédité. Il a également publié un ouvrage sur le jargon populaire du XVe siècle et un sur Napoléon III dont il avait adopté la moustache et la barbichette.
Auguste Vitu fut tour à tour éditeur, historien politique et militaire, critique littéraire et de théâtre, romancier, auteur de manuels de finance. Il a collaboré à nombre de journaux parisiens et a fondé Le Bons sens d'Auvergne à Clermont-Ferrand et L'Ami de l'ordre à Grenoble, à des fins de politique locale.
En 1884, il reçoit le prix Archon-Despérouses.
Il est enterré au cimetière du Père-Lachaise à Paris. La rue Auguste-Vitu lui rend hommage dans le 15e arrondissement de Paris depuis 1912.

## Principales publications
D'innombrables articles dans différents journaux :
- Histoire de la Typographie (date inconnue), librairie Ch. Delagrave, Paris
- Paris : 450 dessins inédits (date inconnue mais après 1867)
- Les Chauffeurs du Nord (1845-1846), roman publié sous le nom de Vidocq
- Révision ou révolution (1851)
- L’Empereur à Grenoble (1852)
- L’Histoire de Napoléon III et du rétablissement de l’Empire (1854)
- Études littéraires sur la Révolution française (1854)
- La Résurrection de Lazare, avec Henri Murger (1860)
- Ombres et vieux murs (1860)
- Contes à dormir debout (1860)
- Le Budget de 1862 (1861)
- Le Guide financier (1864)
- L’Histoire civile de l’armée (1868)
- Le Bilan de l’Empire (1868)
- Qui mange le budget ? (1869)
- Les Réunions publiques à Paris et Les Réunions électorales à Paris (1869), brochure où l’auteur n’a pour documents que des rapports de police qui dénaturent complètement presque partout la pensée des orateurs
- Notice sur François Villon (1873)
- Le Lendemain de l’Empire (1874)
- La maison de Molière (1883), lauréat du prix Montyon décerné par l'Académie française.

## Distinctions
- Chevalier de la Légion d'honneur (décret du 15 mars 1862)
- Officier de la Légion d'honneur (décret du 30 juin 1867)[8]